# 東北カップ
東北カップ（とうほくカップ）とは、ジャパン・プロフェッショナル・バスケットボールリーグ（B.LEAGUE）におけるプレシーズンマッチのひとつ。東北地方に本拠地を置くチームによるカップ戦（トーナメント方式）の大会であった。
2017-18シーズンより、リーグ主催のカップ戦「東北アーリーカップ」へ発展解消したが、2020年に同大会がコロナ流行により中止となる。2021年より東北カップのみ単独で復活開催されることとなった。

## 概要
東北のバスケットボールを盛り上げることを目的に、2012年に初開催。以降、毎年レギュラーシーズン開幕前に実施されている。参加チームは下記の通り。
| チーム名               | 参加年                          | 優勝回数 |
| ---------------------- | ------------------------------- | -------- |
| 青森ワッツ             | 2013年 -                        | 0回      |
| 岩手ビッグブルズ       | 2012年 - 2018年, 2022年, 2024年 | 1回      |
| 秋田ノーザンハピネッツ | 2012年 -                        | 7回      |
| 仙台89ERS              | 2012年 -                        | 3回      |
| 福島ファイヤーボンズ   | 2014年 -                        | 1回      |
| 山形ワイヴァンズ       | 2016年 -                        | 0回      |
| 東京サンレーヴス       | 2012年                          | 0回      |
| レバンガ北海道         | 2015年, 2019年 - 2022年         | 0回      |
| サンロッカーズ渋谷     | 2022年                          | 0回      |

## 大会結果
| 回（開催年）                               | 優勝     | 準優勝 | 3位  | 4位    | 5位    | 6位  |      |      |
| 第1回（2012年）                            | 秋田 (1) | 岩手   | 仙台 | 東京CR |        |      |      |      |
| 第2回（2013年）                            | 秋田 (2) | 岩手   | 仙台 | 青森   |        |      |      |      |
| 第3回（2014年）                            | 岩手 (1) | 仙台   | 青森 | 秋田   | 福島   |      |      |      |
| 第4回（2015年）                            | 福島 (1) | 青森   | 秋田 | 仙台   | 北海道 | 岩手 |      |      |
| 第5回（2016年）                            | 秋田 (3) | 仙台   | 福島 | 山形   | 岩手   | 青森 |      |      |
| 第6回（2017年）                            | 秋田 (4) | 山形   | 岩手 | 仙台   | 福島   | 青森 |      |      |
| 第7回（2018年）                            | 仙台 (1) | 秋田   | 青森 | 岩手   | 山形   | 福島 |      |      |
| 第8回（2019年）                            | 秋田 (5) | 北海道 | 仙台 | 福島   | 青森   | 山形 |      |      |
| 2020年は新型コロナウイルスの影響により中止 |          |        |      |        |        |      |      |      |
| 第9回（2021年）                            | 秋田 (6) | 北海道 | 仙台 | 山形   | 福島   | 青森 |      |      |
| 第10回（2022年）                           | 秋田 (7) | 渋谷   | 岩手 | 北海道 | 青森   | 山形 | 仙台 | 福島 |
| 第11回（2023年）                           | 仙台 (2) | 秋田   | 福島 | 青森   | 山形   |      |      |      |
| 第12回（2024年）                           | 仙台 (3) | 秋田   | 青森 | 山形   | 福島   | 岩手 |      |      |
| 第13回（2025年）                           |          |        |      |        |        |      |      |      |

### 2012-13シーズン
2012年9月22日・9月23日の2日間、秋田市立体育館（秋田）にて開催。当時日本プロバスケットボールリーグ（bjリーグ）に参加していた秋田ノーザンハピネッツ・岩手ビッグブルズ・仙台89ERSの在東北3チームに、本シーズンよりbjリーグへ参入となった東京サンレーヴスを加えた4チームが参加し、大会が行われた。秋田ノーザンハピネッツが初優勝。

### 2013-14シーズン
2013年9月21日・9月22日の2日間、岩手県営体育館（岩手）にて開催。昨シーズン、東北カップに参加した在東北3チームに、本シーズンよりbjリーグへ参入となった青森ワッツを加えた4チームが参加し、大会が行われた。秋田ノーザンハピネッツが2連覇。

### 2014-15シーズン
2014年9月13日及び20日・21日の3日間、田村市総合体育館（福島）と仙台市青葉体育館（仙台）にて開催。昨シーズン、東北カップに参加した在東北4チームに、本シーズンよりbjリーグへ参入となった福島ファイヤーボンズを加えた5チームが参加し、大会が行われた。岩手ビッグブルズが初優勝。

### 2015-16シーズン
2015年9月19日 - 21日の3日間、五所川原市民体育館（青森）にて開催。昨シーズン、東北カップに参加した在東北5チームに、ゲストチームとしてNBLに所属するレバンガ北海道を加えた6チームが参加。福島ファイヤーボンズが初優勝。

### 2016-17シーズン
2016年9月9日 - 11日の3日間、あいづ総合体育館（福島）にて開催。bjリーグがNBL・NBDLとの統合によりB.LEAGUEに生まれ変わったことに伴い、昨シーズン、東北カップに参加した在東北5チームに、昨シーズンまでNBDLに所属していた山形ワイヴァンズを加えた6チームが参加、東北カップ史上初となる東北6県から参加チームが出揃うことになった。秋田ノーザンハピネッツが3年ぶり3度目の優勝を果たした。

### 2017-18シーズン以降
2017-18シーズンより3シーズンは、Bリーグが主催するアーリーカップへ移行。引き続き、東北6県各チームによるトーナメント方式でリーグ戦開幕前の前哨戦として開催された。2020-21シーズンは、新型コロナウイルスの拡大により中止。2021-22年シーズンより、再び東北カップに移行した。

### 2021-22シーズン
岩手を除く東北5県に北海道を加えて復活。東日本大震災復興10年　第9回 TOHOKU CUP 2021として山形市総合スポーツセンターにて開催された。キャッチフレーズは、「バスケットの熱量で未来を拓く」。秋田が4回目、アーリーカップを含めると6回目の優勝を飾った。

### 2022-23シーズン
東北6県に北海道、さらには2023年に忠犬ハチ公が生誕100年を迎える事から忠犬ハチ公像がシンボルとなっている渋谷駅にちなんでサンロッカーズ渋谷が初参戦して大会史上最多となる8チームが参加。DOWAグループ presents 第10回 TOHOKU CUPとしてCNAアリーナ☆あきた（秋田市）ならびにタクミアリーナ（大館市）にて開催。前年に引き続き秋田が5回目、アーリーカップを含めると7回目の優勝を飾った。

### 2023-24シーズン
岩手を除く東北5県の各チームが参加
。東北のチームのみで開催されるのは東北アーリーカップ時代の2018-19シーズン以来4大会ぶり。郡山市・金田建設サポーティングマッチ 第11回 TOHOKU CUP 2023 in FUKUSHIMAとして宝来屋郡山総合体育館（郡山市）にて開催。仙台がアーリーカップ時代の2018-19シーズン以来となる5年ぶり2回目の優勝を飾った。

### 2024-25シーズン
東北6県の各チームが参加。第12回 TOHOKU CUP 2024 in AOMORIとしてカクヒログループスーパーアリーナ（青森市）にて開催。仙台が前年に続いて2年連続3回目の優勝を飾った。

### 2025-26シーズン
東北6県の各チームが参加。岩手日報社 Presents 第13回 TOHOKU CUP 2025 in IWATE Supported by 盛岡市として盛岡タカヤアリーナ（盛岡市）にて開催予定。